# Tracer (Overwatch)
Lena Oxton — plus connue sous le nom de code de Tracer — est un personnage fictif apparaissant pour la première fois en 2014 dans la première bande-annonce cinématique d'Overwatch (Overwatch Cinematic Trailer 2014), hero shooter multijoueur en vue à la première personne (FPS) développé et édité par Blizzard Entertainment. Elle devient d'abord jouable en avril 2016 grâce à une mise à jour de Heroes of the Storm, jeu d'arène de bataille en ligne multijoueur, soit près d'un mois avant la sortie officielle d'Overwatch.
Le personnage, d'origine britannique, est d'apparence frêle mais énergique. Tracer se distingue par un gameplay axé sur une grande mobilité, grâce à ses capacités de téléportation et de retour dans le temps. Elle dispose de l'une des plus petites hitbox du jeu, ce qui la rend particulièrement difficile à atteindre pour ses adversaires, et inflige d'importants dégâts à courte portée à l'aide de ses deux pistolets automatiques à cadence de tir élevée. Cependant, sa faible réserve de points de vie en fait l'un des personnages les plus difficiles à maîtriser, nécessitant une excellente réactivité et une grande précision pour être jouée efficacement. Dans le lore du jeu, elle était la plus jeune recrue de toute l'histoire du programme de vol expérimental d'Overwatch. Ses talents de pilote et son intrépidité lui valurent d'être sélectionnée pour tester un prototype de chasseur-téléporteur, « Le Sillage ». Malheureusement, la matrice de téléportation de l'avion eut une avarie lors du premier vol d'essai et disparut. Lena fut présumée morte.
Elle finit par réapparaître des mois plus tard, profondément changée par l’épreuve qu'elle venait de traverser, sa structure moléculaire avait été désynchronisée par rapport à l’écoulement normal du temps. Souffrant de « chrono-dissociation », elle était devenue une sorte de fantôme vivant, disparaissant irrégulièrement pendant des heures ou des jours et incapable de maintenir sa consistance physique dans les rares moments où elle était présente.
Les médecins et les chercheurs d'Overwatch étaient perplexes, et son cas semblait désespéré jusqu'à ce qu'un scientifique appelé Winston (en) parvienne à concevoir le chrono-accélérateur, un appareil capable d'ancrer Tracer dans le présent. Cela lui permit également de contrôler son propre flux temporel et de le ralentir ou de l’accélérer à volonté. Grâce à cette nouvelle compétence, elle devint l'un des agents les plus efficaces d'Overwatch.
Tracer est l'un des personnages les plus emblématiques d'Overwatch, servant même de mascotte officielle de la licence. Elle occupe une place centrale dans les supports promotionnels, apparaît sur la pochette du jeu et est fréquemment représentée dans les fanarts. Le personnage a également fait l'objet d'une couverture médiatique notable, notamment en raison de controverses en ligne autour d'une de ses poses de victoire, largement perçue comme suggestive, ainsi que de son omniprésence dans la pornographie produite par les fans (en), que Blizzard a tenté de supprimer.
Tracer apparaît également dans les courts-métrages animés d'Overwatch et dans une série de bandes dessinées numériques basées sur l'univers du jeu. C'est d'ailleurs dans l'une de ces bandes dessinées qu'elle est révélée comme lesbienne, un élément plutôt bien accueilli par les joueurs et les médias.

## Développement et design
Tracer fut l'un des douze premiers personnages d'Overwatch présentés à la BlizzCon de 2014. Sa tenue (skin) par défaut comprend notamment un pantalon moulant de couleur orange, des lunettes et des chaussures de type Crocs. Le design de Tracer est inspiré d'un élément issu du projet annulé de Blizzard, Titan. Jeff Kaplan, alors vice-président de Blizzard Entertainment et directeur du jeu Overwatch, a expliqué que Titan comprenait une classe de personnage appelée « Jumper », qui a servi de base à Tracer. Contrairement à Titan, qui reposait sur des classes génériques, Overwatch met l'accent sur la création de héros uniques, ce qui a permis au concept du Jumper d'évoluer en un personnage à part entière. Dans Titan, le Jumper était généralement représenté comme un homme, aussi bien dans les illustrations conceptuelles que dans sa version jouable,. Tout comme Tracer, il était équipé des capacités « Transfert » (Blink) et « Rappel » (Recall), ainsi que d'une « bombe à impulsion » et de deux pistolets-mitrailleurs, un dans chaque main (cf. « Akimbo »). Par ailleurs, la conception des pistolets de Tracer a été influencée par les pistolets G18 de Call of Duty: Modern Warfare 2, sorti en 2009.
Tracer a été le tout premier héros conçu pour Overwatch, servant de base pour tester les mécaniques fondamentales du gameplay. Son design a été fortement influencé par Geoff Goodman, le principal concepteur de héros du jeu,. Kaplan a évoqué le tout premier test de jeu d'Overwatch, déclarant : « Le niveau entier était gris et en blocs et le seul héros était Tracer. Nous n'avions pas d'effets visuels ni de points d'attache sur ses armes, alors elle tirait des rayons laser par ses yeux ». Aaron Keller, directeur adjoint d'Overwatch, a déclaré que la carte Temple d'Anubis avait été la première développée pour le jeu, et qu'elle avait été créée en même temps que Tracer. Keller a déclaré : « Un jour, nous les avons tous les deux sorti en même temps, avec juste Tracer tournant autour d'une carte inachevée, c'était amusant ». Il a également expliqué que, contrairement aux autres personnages, les trois capacités de Tracer sont restées inchangées tout au long du développement, soulignant que « dès le début, elle est née comme un héros à part entière ». Cependant, l'ensemble de ses points de vie a été réduit pendant les dernières étapes de la bêta fermée du jeu. En ce qui concerne le style de jeu de Tracer, Kirk Hamilton, journaliste chez Kotaku, affirme : « elle est rapide et fragile, plus conçue pour attaquer l'équipe adverse par derrière que de survivre à une attaque frontale ».
L'artiste principal Arnold Tsang a indiqué que la taille du corps et la posture de course de Tracer avaient été soigneusement étudiées lors de sa conception, afin de rendre chaque héros facilement identifiable en jeu. Tracer se distingue par une animation de course dynamique et une traînée lumineuse bleue caractéristique qui la suit lorsqu'elle se déplace. Nathan Grayson de Kotaku a déclaré que l'animation de son saut semble « hyper-exagérée et un peu maladroite », un résultat des techniques d'animation de frottis et de squash et d'étirement utilisées dans Overwatch. L'animateur principal de Blizzard, David Gibson, a commenté les images de son animation de saut : « Nous essayons de pousser un peu plus loin que la norme. Quelque chose d'aussi simple que d'étirer le torse, de la faire pendre [en l'air] un peu plus longtemps que d'habitude. Vraiment l'écraser quand elle atterrit ».
Au retour de la bêta fermée d'Overwatch en février 2016, des poses de victoire (« célébrations ») et d'autres éléments cosmétiques (skins) ont été ajoutés aux personnages. En mars 2016, une controverse a éclaté autour de la pose de victoire « Over the Shoulder » (« Par-dessus l'épaule » en français) de Tracer, après qu'un utilisateur des forums du jeu a estimé qu'elle ne correspondait pas à la personnalité du personnage et « réduit Tracer à juste un autre sex-symbol féminin, ». Le message a déclenché une discussion sur les forums, que plusieurs médias spécialisés ont soulignée pour son ton courtois. Certains utilisateurs ont exprimé des critiques à l'égard de la pose, tandis que d’autres ont défendu son inclusion, en désaccord avec le message initial. Jeff Kaplan a posté une réponse d'excuse dans laquelle il a annoncé les mesures que Blizzard allait prendre pour remplacer la pose parce qu'ils ne voulaient pas « rendre quelqu'un mal à l'aise, sous-estimé ou mal représenté », ».
La décision a suscité des réactions mitigées de la part de la communauté. Certains ont estimé que Blizzard avait renoncé à son contrôle artistique en censurant du contenu pour ne pas heurter un utilisateur contrarié, tandis que d'autres saluaient la volonté de Blizzard d'écouter sa communauté et d'adapter la représentation des personnages en accord avec leur personnalité. Kaplan a déclaré plus tard que l'équipe de développement du jeu n'était pas « entièrement satisfaite de la pose originale » et que des différends artistiques internes concernant sa publication avaient eu lieu. La semaine suivante, la pose de remplacement a été publiée ; un commentateur a dit que c'était « différent, mais pas de beaucoup », se référant à la manière dont Tracer ressortait son fessier dans la pose originale,. Selon Jessica Lachenal du site web The Mary Sue, la pose de remplacement a été inspirée par une illustration de pin-up de Billy De Vorss. Kaplan a qualifié la pose de remplacement de « cool », « mignonne » et « ludique » et a également exprimé le souhait que l'équipe ait choisi cette pose dès le départ.
Les développeurs d'Overwatch ont ensuite introduit des événements saisonniers, y compris des produits cosmétiques en lien avec le thème, tels que des changements de modèles et des tags que les joueurs pouvaient équiper pour chaque personnage. Tracer a reçu deux skins lors du premier événement saisonnier d'Overwatch qui se rapportait aux Jeux olympiques d'été de 2016, renommé « Summer Games 2016 » dans le jeu. Au cours de la première année de sortie du jeu, elle a reçu des skins à thème lors des événements suivants : « Féeries hivernales », célébrant la période hiémale, le « Nouvel An chinois », « Uprising » n'étant pas relié à un évènement réel mais plutôt à un évènement dans le lore du jeu, et « Anniversary » pour fêter le premier anniversaire de la sortie de l'opus,,,.
Comme les autres personnages d'Overwatch, Tracer a subi une refonte lors du développement d'Overwatch 2 ; la refonte a conservé son pantalon et ses lunettes orange, bien qu'ils aient été visuellement modifiés.

### Histoire et personnage
La biographie officielle de Tracer, disponible sur le site du jeu, indique que son vrai nom est Lena Oxton, qu'elle a 26 ans et que sa base d'opérations se situe à Londres, en Angleterre (Royaume-Uni),.
Tracer est une aventurière dynamique et une ancienne agente du groupe international Overwatch. Dans le lore du jeu, Tracer est connue pour ses talents de pilote ; après avoir été membre de la Royal Air Force, elle est devenue la plus jeune personne jamais invitée dans le programme de vol expérimental d'Overwatch,. Elle a été choisie pour tester le Slipstream, un prototype de chasseur à téléportation ; pendant le vol d'essai, la matrice de téléportation du Slipstream a dysfonctionnée et Tracer a été déclaré morte. Elle réapparut plus tard, après avoir été désynchronisée du flux temporel, ce qui l'empêchait de conserver une forme physique dans le présent — jusqu'à ce qu'un scientifique nommé Winston conçoive l'accélérateur chronique, qui donne à Tracer le contrôle de son propre temps. Ces événements se produisent à une période où l'organisation Overwatch était de plus en plus protestée et critiquée par le grand public. Dans un patch d'avril 2017, la « Galerie des Héros » du jeu a été mise à jour pour inclure de courtes biographies des personnages et des informations de base sur les skins (tenues) que le joueur peut équiper. Bien que dans le récit de la franchise, Overwatch a été dissoute de force, la biographie de Tracer nous précise qu'elle continue « de corriger les torts et de mener le bon combat partout où l'occasion se présente ».
Tracer a été l'un des premiers personnages à voir son histoire étoffée. Dans une interview avec PC Gamer, le directeur artistique du jeu, Chris Metzen, l'a comparée à un personnage de l'ordre de Spider-Man et a déclaré : « Tracer [était] l'un des premiers personnages que nous avons vraiment appris à connaître. Et même si elle n'a pas été spécialement créée pour jouer un rôle principal, si vous voulez, [...] ça fait du bien de la mettre en avant dans les idées d'histoires ». Tracer est reconnue pour son énergie débordante et sa personnalité enjouée ; Kevin Dunsmore de Hardcore Gamer l'a décrite comme une « Britannique courageuse [qui est] [...] pleine de petites plaisanteries pendant qu'elle sème autour du champ de bataille ».  Jeff Kaplan a décrit Tracer comme étant « mignonne et enjouée », soulignant qu'elle accomplit tout avec un clin d’œil et un sourire. Dans une interview avec PCGamesN, le concepteur du jeu, Michael Chu, a déclaré qu'il pensait que Tracer incarnait le thème de l'héroïsme du jeu, ajoutant : « Elle a une personnalité qui est hors norme pour la plupart des gens. Elle est incroyablement optimiste, elle est incroyablement pétillante - cela fait partie de son personnage de héros ». Conformément à ses origines anglaises, Tracer est doublée en version originale par l'actrice britannique Cara Theobold.
Lors de la BlizzCon de 2015, Metzen a été interrogé sur la présence de héros LGBTQ+ dans l'univers d'Overwatch ; il a confirmé que certains personnages appartiennent à cette communauté, mais a expliqué : « nous voulons que cela se déroule de manière organique, nous ne voulons pas que ce soit un point de données ou un sentiment artificiel de quelque manière que ce soit ». En décembre 2016, Tracer est devenue le premier personnage d'Overwatch à être officiellement identifié comme LGBT dans le numéro spécial Reflections, l'une des bandes dessinées numériques de la licence ; elle y est présentée comme lesbienne,. Dans la bande dessinée, Tracer est montrée en couple avec une femme nommée Emily, un personnage extérieur à l'équipe Overwatch. Blizzard a souligné l'importance de représenter une diversité d'histoires et d'origines parmi les personnages, estimant que cela contribue à enrichir et approfondir l'univers narratif du jeu. Blizzard a déclaré à propos du développement de Tracer : « Comme pour tout aspect de l'histoire de nos personnages, leur sexualité n'est qu'une partie de ce qui fait de nos héros ce qu'ils sont. Depuis le tout début de notre travail sur l'histoire de Tracer, il me semblait juste d'en faire un aspect de son personnage ».

## Gameplay

### Overwatch
Dans Overwatch, Tracer est classée comme un personnage offensif (DPS). Tracer est classée comme un personnage de difficulté intermédiaire, avec une évaluation de deux étoiles. Elle manie deux « pistolets à impulsion », un dans chaque main, dotés d'une cadence de tir élevée. Ces armes infligent de lourds dégâts à courte portée et se rechargent rapidement. Selon la presse spécialisée, elle figure comme le héros le plus rapide parmi tous ceux du jeu,. Sa vitesse est fréquemment considérée comme l'un de ses principaux atouts, mais aussi comme une source de frustration pour l'équipe adverse,. Bien que Tracer soit avantagée en ce qui concerne sa grande agilité et ses dégâts élevés, elle est le personnage jouable ayant le moins de points de vie. Sa capacité « Transfert » (« Blink »), qui possède un maximum de trois charges, lui permet de se propulser rapidement de manière linéaire ou de se téléporter sur une courte distance dans la direction de son déplacement. Grâce à cette aptitude, elle peut surgir derrière un ennemi en un instant pour une attaque surprise ou esquiver complètement les combats directs. Sa capacité « Rappel » (« Recall ») lui permet de revenir à sa position d'il y a trois secondes, rétablissant sa santé et ses munitions à l'état qu'ils avaient à ce moment-là. Les deux capacités ont une période de temps de recharge. La « capacité ultime » de Tracer se nomme « Bombe à impulsion » (« Pulse Bomb »), et lui permet de lancer une bombe collante qui adhère à n'importe quelle surface, dont le corps d'un adversaire, avant d'exploser après un court délai et de causer d'importants dommages à tous les ennemis proches de la zone de déflagration.
Jeff Kaplan a commenté son style de jeu basé sur la dive, notant que :
[Le jeu a] des personnages comme Tracer et Genji… qui sont vraiment uniques dans la façon dont Overwatch est joué, et parfois la bonne chose à faire pour Tracer est d'être seule, complètement éloignée de l'objectif ou complètement éloignée de l'équipe, harcelant les autres joueurs qui courent de retour de leur point de réapparition. Et elle pourrait même ne pas tuer ces joueurs. [...] Et cela ne colle pas vraiment avec le temps pour capturer l'objectif… Vous pouvez être le MVP absolu du match lorsque vous faites certaines de ces choses.

### Heroes of the Storm
Destructoid a souligné que son design non conventionnel dans Heroes of the Storm reste fidèle à celui qu'elle arbore dans Overwatch, écrivant : « elle a les mêmes capacités de base, et renforce même sa [capacité] héroïque comme un ultime - en infligeant des dégâts ». Dans Heroes of the Storm, une capacité héroïque est généralement choisie par le joueur et débloquée au niveau 10. Cependant, pour Tracer, cette capacité est automatiquement débloquée dès le début, sans que le joueur ait à la sélectionner. Son ensemble de compétences de base est la téléportation, qui comprend un blink et une capacité de rappel qui fonctionne de manière similaire à celle d'Overwatch. Chris Thursten de PC Gamer a écrit qu'il était impressionné par son design dans Heroes of the Storm, qui défie les règles normales du jeu et lui permet de « littéralement [faire] des cercles autour de certains héros ». Reconnaissant qu'elle peut être une « terreur absolue pour l'équipe ennemie », Blizzard a lancé une version nerfée du personnage le 4 mai 2016, moins d'un mois après sa sortie.

## Apparitions

### Jeux vidéo
Tracer a fait ses débuts en tant que personnage jouable dans le jeu d'arène de bataille en ligne multijoueur (MOBA) Heroes of the Storm, via sa mise à jour d'avril 2016, près d'un mois avant la sortie officielle d'Overwatch,. Chris Thursten, de PC Gamer, a qualifié l'ajout de Tracer au jeu de stratégie marketing, mais il a noté que, contrairement à d'autres personnages de MOBA, Tracer se démarque par son origine, puisqu'elle provient d'un jeu de tir à la première personne (FPS). ll a fait l'éloge de l'arrivée de Tracer en tant que personnage jouable, la qualifiant d'ajout légitime à l'ensemble des héros disponibles, écrivant qu'elle « introduit un tas de nouvelles idées à Heroes of the Storm qui l'élèvent au-dessus des autres personnages en termes de gameplay ».
Le jeu vidéo Overwatch ne propose ni campagne traditionnelle ni mode histoire. L'univers et les background stories des personnages, notamment ceux de Tracer, sont principalement développés à travers la conception des cartes (maps) ainsi que par les dialogues et répliques des héros,.
En avril 2017, Blizzard a lancé Uprising, un événement saisonnier incluant un mode de jeu coopératif « joueur contre l'environnement » (PVE). Dans sa version par défaut, le mode limite les joueurs à quatre personnages : Tracer, Torbjörn, Reinhardt et Ange (nommée « Mercy » en version originale). Cette limitation des personnages s'explique par le fait que le mode recrée l'événement King's Row Uprising, une bataille historique dans le passé de l'univers d'Overwatch. Dans cet épisode de l'histoire se déroulant sept ans avant les événements du jeu principal, Tracer — alors connue sous le nom de Cadet Oxton — accomplit sa première mission en tant que membre d'Overwatch aux côtés des trois autres personnages. L'équipe est chargée de déjouer une attaque contre Londres perpétrée par un groupe extrémiste.

### Animations et films
En novembre 2014, Tracer est apparue aux côtés de Winston dans la première bande-annonce d'Overwatch (Overwatch Cinematic Trailer 2014). Les deux personnages se sont battus contre Fatale (Widowmaker) et Faucheur (Reaper), redoutables agents d'un groupe terroriste appelé « La Griffe » (« Talon » en version originale),. La bande-annonce, qui annonçait officiellement Overwatch, a été dévoilée lors de la BlizzCon 2014. Fatale et Faucheur envahissent un musée et tentent de voler le gant de Doomfist, chef de La Griffe ; Tracer et Winston déjouent le braquage.
En mars 2016, Tracer fait une apparition vocale dans Rappel (Recall), le premier d'une longue série de courts métrages animés qui se concentre sur la toile de fond de différents personnages de l'univers d'Overwatch. Elle y répond à l'appel lancé par Winston pour rassembler les anciens agents d'Overwatch, permettant à sa voix d'être entendue. Les événements de Rappel se produisent avant ceux de la bande-annonce cinématographique de 2014. En avril, Tracer a fait une apparition physique dans Alive, le deuxième épisode de la série de courts métrages animés Overwatch. Le court métrage se déroule à King's Row, à Londres, l'une des cartes du jeu. Dans celui-ci, Tracer tente d'empêcher Fatale d'assassiner Tekhartha Mondatta, favorable à la paix entre humains et Omniaques,. Malgré sa combativité, Tracer ne parvient pas à protéger Mondatta, se retrouvant neutralisée par Fatale, qui endommage son accélérateur chronique.
En avril 2017, Tracer est apparue dans une vidéo montrant les événements du soulèvement de King's Row, que Blizzard a décrit comme « un moment charnière de l'histoire avant la chute d'Overwatch ». Tracer raconte la vidéo en tant que Cadet Oxton. En juillet, Blizzard a publié une autre histoire d'origine animée axée sur le personnage Doomfist ; dans la vidéo, Tracer, Genji et Winston combattent Doomfist.
Tracer apparaît en tant que personnage de fond et avatar dans Ready Player One, le film de Steven Spielberg sorti en 2018, adapté du roman éponyme publié en 2011 par Ernest Cline.
En novembre 2019, Tracer est apparue dans la cinématique L'heure zéro (Zero Hour), bande-annonce ayant annoncé la future sortie d'Overwatch 2.

### Bandes dessinées
Tracer apparaît dans le numéro de décembre 2016 de la série de bandes dessinées Overwatch, intitulé Reflections. Écrit par Michael Chu et illustré par Miki Montlló, cet épisode à thème hivernal met en scène les personnages durant la période des fêtes. Dans Reflections, Tracer est représentée dans une relation amoureuse avec une femme nommée Emily, qui ne fait pas partie de l’équipe Overwatch. Ce numéro offre une nouvelle dimension au personnage en mettant en lumière sa vie personnelle et ses relations en dehors des missions de l'organisation. Cette représentation a confirmé Tracer comme l'un des premiers personnages de l'univers d'Overwatch à afficher une sexualité différente de l'hétérosexualité, marquant ainsi un moment important dans la diversification des personnages de Blizzard. Pour éviter un conflit juridique avec l'interdiction législative de la propagande homosexuelle en Russie, officiellement en vigueur depuis juin 2013, Blizzard a bloqué l'accès à cette bande dessinée dans le pays. Dans Reflections, Tracer est montrée sans son accélérateur temporel, ce qui suscite des interrogations sur son fonctionnement. Cependant, le compte Twitter officiel d'Overwatch a précisé que l'accélérateur continue de fonctionner même lorsqu'il est retiré, tant qu'il est rechargé à proximité.
Tracer apparaît dans le numéro d'avril 2017, Uprising. L'histoire, se passant sept ans avant le jeu, met en scène une attaque terroriste par un groupe extrémiste sur King's Row à Londres. Dans la bande dessinée, Overwatch est interdit d'opérer en Angleterre, mais le commandant Jack Morrison, également connu sous le nom de code de Soldat:76, envoie Tracer - alors nouveau dans l'équipe d'Overwatch - avec Reinhardt, Torbjörn et Ange pour essayer de mettre un terme à la situation à Londres.
En septembre 2020, Blizzard a commencé à publier Tracer — London Calling, une série de bandes dessinées comportant cinq numéros. La bande dessinée a servi de lien pour un événement saisonnier du jeu. La série explore les interactions de Tracer avec les cyborgs qui peuplent clandestinement le métro de Londres, tout en abordant des thèmes sur les relations entre humains et cyborgs.

### Produits dérivés
Tracer est apparue dans la boutique en ligne de produits dérivés d'Overwatch . En 2017, le fabricant japonais Good Smile Company a collaboré avec Blizzard pour créer des figurines Overwatch dans ses célèbres gammes Nendoroid et Figma. Parmi celles-ci, Tracer a été l'une des premières héroïnes à recevoir sa propre figurine, rencontrant un grand succès auprès des fans,. En 2018, Lego a aussi annoncé un set Overwatch avec Tracer.

## Réaction de la communauté

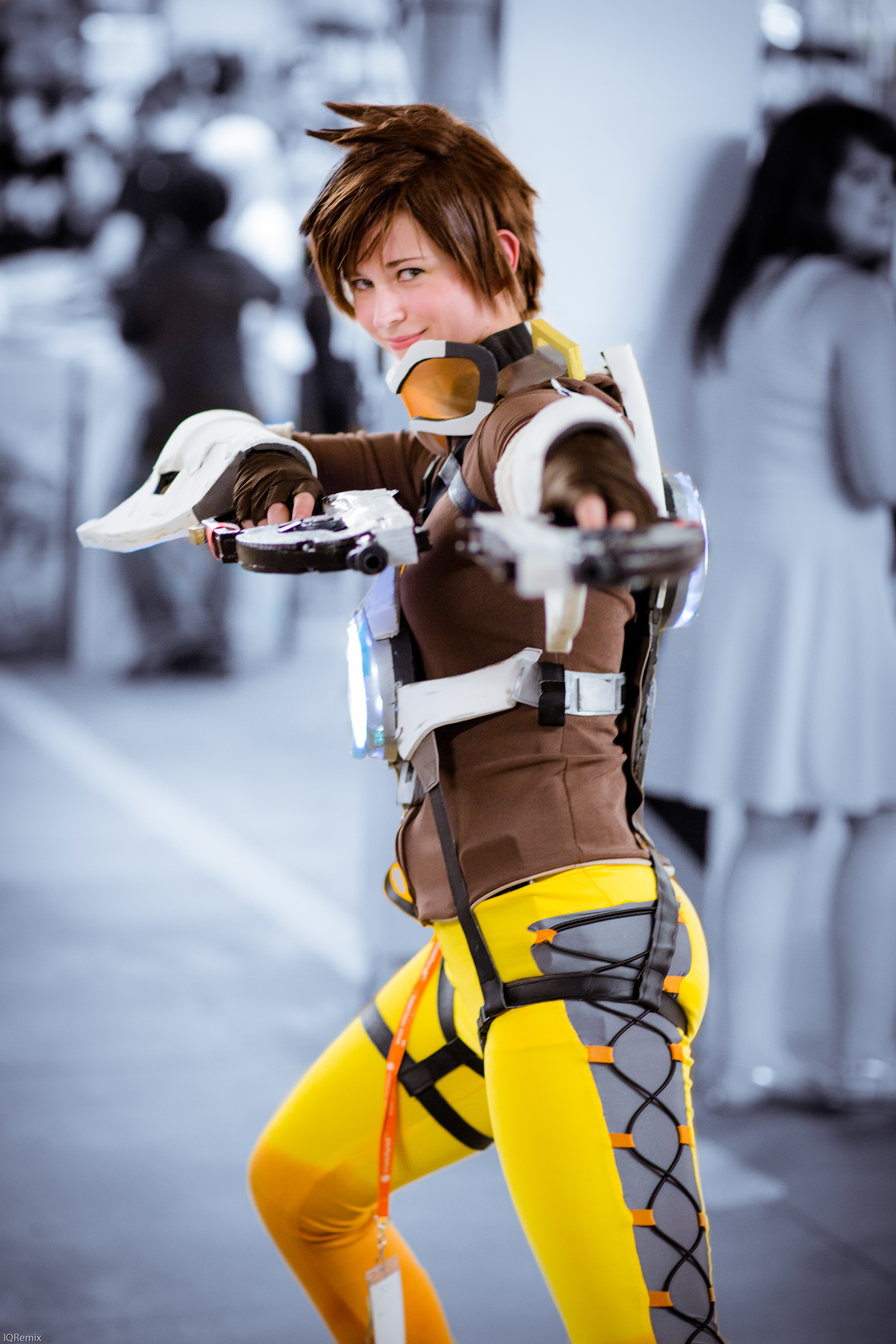
Cosplay de Tracer à la Convention Animethon en 2016

Tracer a été popularisée comme « la fille de l'affiche » du jeu vidéo Overwatch, ; le magazine Hardcore Gamer l'a décrite comme « le personnage le plus emblématique du jeu ». De nombreuses publications la qualifient de mascotte du jeu ou notent qu'elle remplit essentiellement ce rôle,,. Avant la sortie officielle du jeu, VentureBeat a écrit : « si vous avez prêté attention à la culture des fans au début d'Overwatch, vous avez probablement remarqué que Tracer était particulièrement populaire [parmi les autres personnages] ». Nathan Grayson de Kotaku la décrit comme « énergique et amusante, mais aussi courageuse et badass », ajoutant que « en créant leurs propres œuvres impliquant Tracer, les fans ont porté ces caractéristiques à 11. Certains la décrivent comme enfantine, naïve et insouciante."  Kirk de Kotaku Hamilton a dit qu'elle est « facilement le plus emblématique héros Overwatch », la qualifiant comme son personnage préféré. Polygon l'a incluse comme l'une des 70 meilleurs personnages de jeux vidéo des années 2010 avec Nicole Carpenter de la publication qui écrit : « Non seulement elle est la femme de couverture d'un jeu de tir à la première personne d'e-sport, mais c'est une femme lesbienne - et c'est important pour beaucoup de fans qui n'auraient peut-être pas vu autrement des personnages représentant la communauté LGBT dans des jeux vidéo à succès ».
Kotaku a noté que les joueurs japonais ont reçu Overwatch positivement, trouvant les personnages de Tracer et Mei particulièrement mignons. La popularité de Tracer a eu des conséquences inattendues; les recherches liées à Overwatch ont augmenté de 817% sur Pornhub après l'ouverture de la bêta publique du jeu, faisant de « Overwatch Tracer » le terme le plus recherché lié au jeu,. Mécontent à l'égard de cette pornographie générée par les fans, Blizzard a fait des efforts pour le supprimer. Néanmoins, la pornographie mettant en scène Tracer est restée populaire après la sortie du jeu, car elle était le troisième personnage de jeu vidéo le plus recherché sur Pornhub en 2017, après les autres personnages d'Overwatch D.Va et Mercy.

La représentation canonique de Tracer en tant que lesbienne a généralement été bien accueillie par les médias et les joueurs,. USgamer l'a qualifiée de « mouvement impressionnant venant de Blizzard, étant donné que Tracer est leur personnage phare ». Allegra Frank de Polygon décrit la révélation comme une « que les fans ont attendu longtemps, longtemps ». Peter Amato de Paste a commenté que, à l'exception d'une minorité vocale, la plupart des réactions des fans « allaient de l'indifférence à l'acclamation ». Plusieurs écrivains de Kotaku ont discuté de la révélation, conduisant à un consensus positif . Cecilia d'Anastasio de Kotaku a lié cette déclaration à une faite précédemment par Blizzard clarifiant l'intention des développeurs de créer un personnage LGBT pouvant se jouer comme tous les autres, en commentant : « Je pense que la bande dessinée a fait ça. Tracer achète une écharpe à sa partenaire. Sa partenaire aime ça. Elles s'embrassent. La bande dessinée continue. Je pense que cela a été assez bien géré, même si l'idée de Blizzard annonçant un personnage queer semble en quelque sorte... commercial ». Gita Jackson était d'accord avec d'Anastasio, notant qu'elle « craignait définitivement que la révélation d'un personnage queer ne se présente uniquement comme une information qu'il faut aller chercher loin, et [était] très heureuse de la façon dont ils ont réussi. Cela ne semble pas symbolique ». Heather Alexandra, une autre écrivaine de Kotaku, a déclaré: « Je pense qu'il était nécessaire d'avoir quelque chose d'explicite... Avoir quelque chose de défini donne aux joueurs queer un bon point de contact ». Andy Chalk de PC Gamer a écrit:
... la bande dessinée elle-même est un récit assez simple et réconfortant de ce qui compte vraiment pendant la saison la plus froide de toutes. Mais la réaction à l'identité de Tracer a été tout sauf [globalement acceptée]. Des messages décriant « l'erreur » de Blizzard ont surgi sur les forums d'Overwatch et autres réseaux sociaux, contrés par d'autres félicitant le studio pour avoir déclaré explicitement - mais de manière discrète - que le visage de l'un des plus grands jeux de l'année est gay.
À propos de ses mécaniques de jeu, Inquisitr a déclaré que « les moyens rapides et évasifs de Tracer la rendent ennuyeuse à jouer contre ». ESPN l'a décrite comme se référant à sa vitesse et sa capacité à se téléporter sur la carte. Mike Minotti de VentureBeat a déclaré : « Tracer [est] très amusante à jouer. Toutes ses mécaniques de téléportation / rappel sont si uniques et rapides. J'ai l'impression que Blizzard a fait un excellent travail en créant une variété de personnages relativement équilibrés ». En 2017, Screen Rant a classé Tracer 8e sur les 24 personnages jouables d'Overwatch, écrivant que « une bonne Tracer qui n'est pas maîtrisée peut faire des ravages en back-line, obligeant les équipes à se replier avant même de savoir ce qui se passe ».